# Penelope Wilton

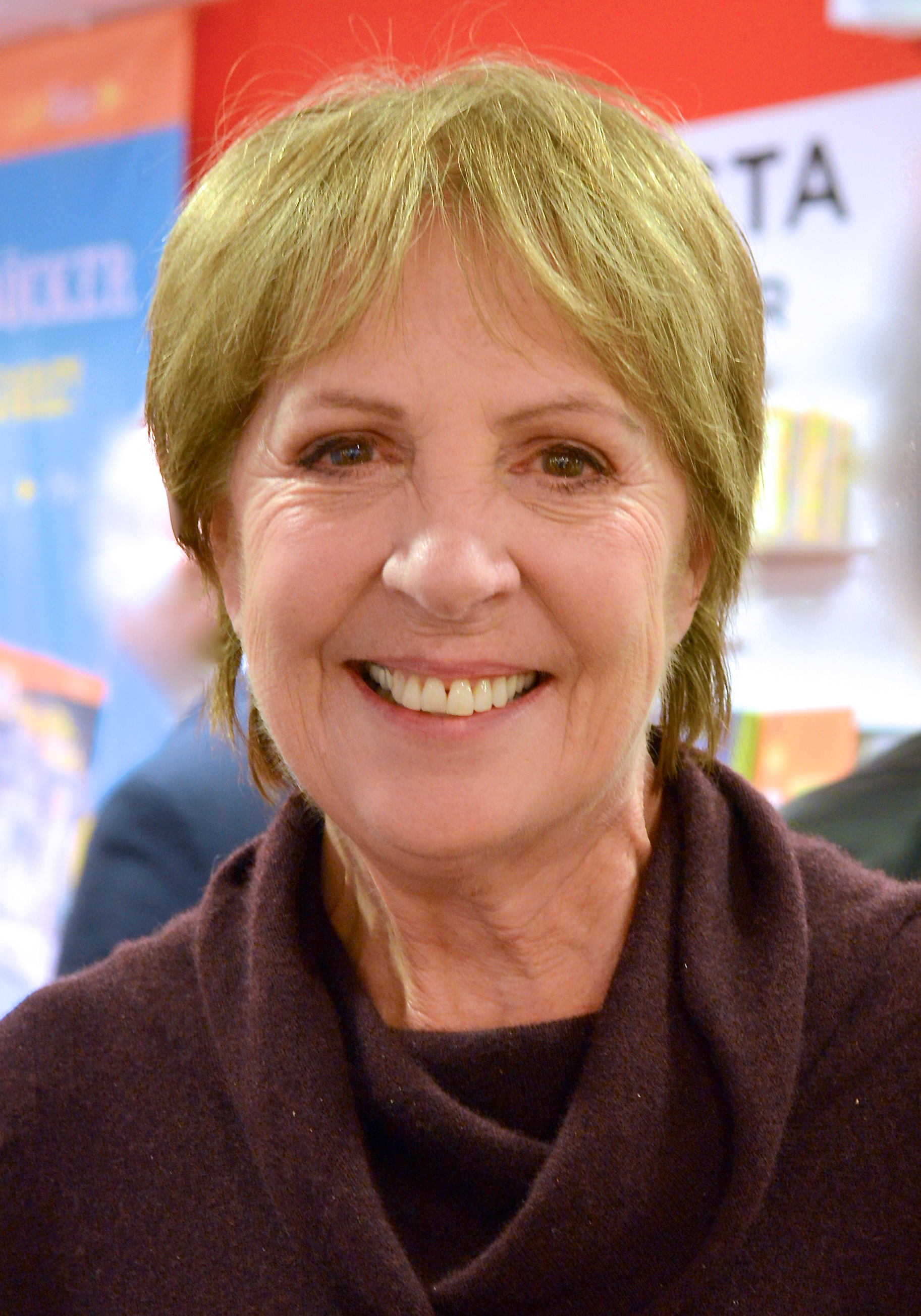
Penelope Wilton (2013)

Dame Penelope Alice Wilton, DBE (* 3. Juni 1946 in Scarborough, North Yorkshire) ist eine britische Schauspielerin.

## Leben und Karriere
Penelope Wilton wurde 1946 im nordostenglischen Scarborough als Tochter des Geschäftsmannes Clifford Wilton und der Stepptänzerin und Schauspielerin Alice Travers geboren. Die Schauspielleidenschaft wurde ihr von ihrer Mutter, die einer Schauspielerfamilie entstammt, in die Wiege gelegt. Penelope Wilton ist die Nichte der Schauspieler Bill Travers und Linden Travers sowie Cousine des Schauspielers Richard Morant. Ihre Großeltern besaßen ein eigenes Theater. Mit ihren beiden Schwestern besuchte Wilton die Convent School in Newcastle upon Tyne.
Ihre Schauspielkarriere begann Penelope Wilton als Theaterschauspielerin. 1972 gab sie mit ihrer Rolle der Vivien Warren in der BBC-Fernsehreihe BBC Play of the Month: Mrs. Warren's Profession ihr Fernsehdebüt. In ihrer umfangreichen Filmografie finden sich Filme wie Die Geliebte des französischen Leutnants, Schrei nach Freiheit, Kalender Girls und Stolz und Vorurteil sowie Fernsehserien wie Doctor Who und Downton Abbey. 2004 wurde sie für ihre schauspielerischen Verdienste mit dem britischen Verdienstorden Officer of the Order of the British Empire (OBE) geehrt. 2012 wurde ihr die Ehrendoktorwürde der Universität Scarborough verliehen. Im Juni 2016 wurde sie als Dame Commander of the Order of the British Empire geehrt.
2018 wurde sie in die Academy of Motion Picture Arts and Sciences berufen, die jährlich die Oscars vergibt.
Penelope Wilton war in erster Ehe zwischen 1975 und 1984 mit dem Schauspieler Daniel Massey verheiratet. Der Ehe entstammt die 1977 geborene Tochter Alice. Von 1991 bis zur Scheidung 2001 war sie in zweiter Ehe mit ihrem Schauspielkollegen Ian Holm verheiratet.

## Filmografie (Auswahl)

### Filme
- 1977: Die Abenteuer des Joseph Andrews (Joseph Andrews)
- 1981: Die Geliebte des französischen Leutnants (The French Lieutenant's Woman)
- 1985: Gänsemarsch (Laughterhouse)
- 1986: Clockwise – Recht so, Mr. Stimpson (Clockwise)
- 1987: Schrei nach Freiheit (Cry Freedom)
- 1993: Geheime Verführung (The Secret Rapture)
- 1999: Gooseberries Don’t Dance
- 2001: Iris
- 2001: Victoria & Albert
- 2003: Kalender Girls (Calendar Girls)
- 2004: Shaun of the Dead
- 2005: Match Point
- 2005: Stolz und Vorurteil (Pride & Prejudice)
- 2007: Des Hauses Hüterin (Half Broken Things)
- 2009: Agatha Christie’s Marple – Fata Morgana (They Do It with Mirrors, Fernsehfilm)
- 2011: Best Exotic Marigold Hotel (The Best Exotic Marigold Hotel)
- 2013: Dido Elizabeth Belle (Belle)
- 2015: Best Exotic Marigold Hotel 2 (The Second Best Exotic Marigold Hotel)
- 2016: BFG – Big Friendly Giant (The BFG)
- 2017: Zoo (Stimme)
- 2018: Deine Juliet (The Guernsey Literary and Potato Peel Pie Society)
- 2019: Downton Abbey
- 2020: Summerland
- 2021: Die Täuschung (Operation Mincemeat)
- 2022: Downton Abbey II: Eine neue Ära (Downton Abbey: A New Era)
- 2023: Die unwahrscheinliche Pilgerreise des Harold Fry (The Unlikely Pilgrimage of Harold Fry)

### Fernsehserien
- 1973: The Pearcross Girls (4 Folgen)
- 1980: Play for Today (2 Folgen)
- 1984–1989: Ever Decreasing Circles (27 Folgen)
- 1992: Screaming (8 Folgen)
- 1994: Performance (2 Folgen)
- 1999: Wives and Daughters (2 Folgen)
- 2001: Bob & Rose (3 Folgen)
- 2005–2008: Doctor Who (4 Folgen)
- 2008: Das Leiden Christi (The Passion, Miniserie)
- 2011: South Riding (3 Folgen)
- 2010–2015: Downton Abbey (51 Folgen)
- 2016: Brief Encounters (6 Folgen)
- 2019–2022: After Life (15 Folgen)

## Auszeichnungen und Nominierungen
- 1981: Critics Circle Theatre Award: Auszeichnung für ihre Darstellung in Much Ado About Nothing
- 1981: Laurence Olivier Award: Nominierung als Schauspielerin des Jahres für Man and Superman
- 1988: Laurence Olivier Award: Nominierung als Schauspielerin des Jahres für The Secret Rapture
- 1993: Critics Circle Theatre Award: Auszeichnung für ihre Darstellung in The Deep Blue Sea
- 1994: Laurence Olivier Award: Nominierung als Beste Schauspielerin für The Deep Blue Sea
- 2001: London Evening Standard Theatre Award: Nominierung für ihre Darstellung in The Little Foxes
- 2008: Laurence Olivier Award: Nominierung als Beste Schauspielerin für John Gabriel Borkman
- 2009: Laurence Olivier Award: Nominierung als Beste Schauspielerin für The Chalk Garden